# Надгробни споменик младићу Милоју Анђелићу у селу Гуча
Епитаф на споменику младићу Милоју у селу Гуча (†1914) налази се на Анђелића гробљу у селу Гуча, Општина Лучани. Подигнут је у спомен Милоју Анђелићу, младићу који је трагично настрадао у 19. години.

## Опис
По тематским и стилским одредницама споменик у потпуности припада драгачевској школи каменореза с почетка 20. века. Стуб у облику квадра са покривком у виду тање профилисане плоче исклесан је од пешчара из оближњег живичког мајдана. На западној страни, у правоугаоном лучно засвођеном пољу уклесан је текст епитафа који се наставља на бочним странама. Споменик је богато декорисан флоралним елементима. Изнад епитафа уклесани су крст на постољу и два чирака са упаљеним свећама. Споменик је добро очуван. У урезима и на површини камена још увек су присутни трагови боје којом је споменик некада био декорисан.

### Епитаф
Натпис је исклесан релативно читким словима. Карактеристична је употреба латиничног слова „i” уместо истог ћириличног слова и броја један.
ОВДЕ САХРАЊЕН УВЕНУТ ЦВЕТ МОМАК ОД 19 ГОД. СВОЈЕ МЛАДОСТИ
МИЛОЈЕ СИН ПЕРКЕ И БЛАГОЈА АНЂЕЛИЋА, РОЂЕН 12. ЈУНА 1895. ГОД.
УМРО 14. ЈАНУАРА 1914. ГОД У ПОЖЕШКОЈ БОЛНИЦИ
ИДУЋИ СВОМ ОЋУРУ* НА КОНДЕР**, СПАДНЕ И СА ПАДОМ С ВОЗА
МНОГО СЕ РАНИ И ОДЕ У БОЛНИЦУ ПОЖЕГУ И ТУ ЈЕ УМРО.
ТЕЛО ЊЕГОВО ПРЕНЕТО ЈЕ У ОВО ГРОБЉЕ СЕЛА ГУЧЕ
ОСТАВИ ЖАЛОСНУ МАЈКУ И СЕСТРУ И ОЋУРА ЗА НАВЕК ОЖАЛОШЋЕНЕ
И БОГ ДА МУ ДУШУ ПРОСТИ